# جنگل ملی کلاماث
جنگل ملی کلاماث (به انگلیسی: Klamath National Forest) یک جنگل ملی در ایالت کالیفرنیا در آمریکا است.
مساحت این جنگل ۷۰۳۳ کیلومتر مربع است.